# Tally Hall
Tally Hall (a veces estilizada como "tallyhall") es una banda estadounidense de rock formada en Ann Arbor, Míchigan, en diciembre de 2002 por los vocalistas y guitarristas Rob Cantor y Joe Hawley, el baterista Steve Gallagher (más tarde reemplazado por Ross Federman en 2004), el tecladista Andrew Horowitz y el bajista Zubin Sedghi. 
Los integrantes de la banda describen su estilo musical como "Wonky Rock" similar al género del wonky pop de bandas que son del género como Metronomy, Empire of the Sun y Passion Pit. También, denominaron el sonido que utilizan como "Fabloo", en un esfuerzo por no dejar que su música se definiera por ningún género en particular después de que la gente comenzara a definir las características del "Wonky Rock".
Además de hacer canciones para su grupo, Tally Hall también proporcionó la música para todas las canciones de Happy Monster Band, una serie de televisión para niños que se emitió en Playhouse Disney entre 2007 y 2008.
Algunas canciones populares creadas por la banda fueron "Hidden in the Sand", "The Bidding", "Ruler of Everything", "Turn the Lights Off", "&", "Banana Man"... Las cuales se volvieron populares varios años más tarde de su lanzamiento gracias a su uso en memes y videos del internet alrededor del año 2020.

## Historia
Horowitz, el único miembro que no es originario de Míchigan, comenzó a escribir canciones a los ocho años y asistió a la Universidad de Míchigan. Allí conoció a Cantor, quien había asistido a la escuela secundaria con Sedghi y se había unido al grupo de producción cinematográfica de Hawley. Cuando el baterista original de Tally Hall, Steve Gallagher, dejó la banda en 2004, reclutaron a Federman, que había ido a la escuela secundaria con Hawley. 
La banda se formó en diciembre del 2002 en Ann Arbor, Míchigan, con un culto relativamente significativo. En varias ocasiones ha sido comparada con bandas tales como Beat Crusaders, Weezer, They Might Be Giants o incluso Queen. 
El nombre "Tally Hall" proviene del nombre de una plaza comercial en Orchard Lake Road en Farmington Hills, Míchigan. Marvin's Marvelous Mechanical Museum, la galería cuyo nombre comparte el título de su álbum debut, permanece allí, aunque el centro comercial cambio de nombre. 
En 2005, la banda lanzó su álbum de estudio debut, Marvin's Marvelous Mechanical Museum (MMMM) que contó con la participación de Jeremy Kittel con el violín. 
Tally Hall tenía firma con el sello independiente Quack! Media que anteriormente ayudó a financiar y distribuir a nivel internacional "Complete Demos". Hasta que firmaron con el sello discográfico Atlantic Records, con el que relanzarón M.M.M.M. el 1 de abril de 2008 con una calidad de sonido mucho mejor a la del primer estreno en 2005. Tres años después con el mismo sello lanzaron su álbum "Good & Evil" el 21 de junio de 2011. 
La banda se volvió inactiva tras "Good & Evil", con varios de sus miembros iniciando proyectos independientes, los cuales incluye "Not A Trampoline" (2014) de Rob Cantor, "Joe Hawley Joe Hawley" (2016) de Joe Hawley y "Sketches 3D" (2019) de Andrew Horowitz (Bajo el nombre artístico de Edu). Hawley, Federman y Bora Karaca se reunieron en 2012 para formar el proyecto musical ミラクルミュージカル (Miracle Musical), con el que lanzaron el álbum "Hawaii: Part II" en el año 2012. En diciembre de 2015, publicaron una versión en estilo 8-bits del álbum bajo el nombre de "Hawaii Partii", siendo esta su última colaboración desde entonces. 
Tally Hall se encuentra en un hiato indefinido. En 2019, Hawley declaró que el proyecto de Miracle Musical continúa en pie y que, técnicamente, Tally Hall aún existe.

## Apariciones televisivas
La banda ha recibido atención de los medios estadounidenses, interpretando su canción "Good Day" en The Late Late Show con Craig Ferguson el 2 de agosto de 2006. También aparecieron en un segmento de You Hear It First de MTV en septiembre de 2006.
Tally Hall fue invitado nuevamente por The Late Late Show con Craig Ferguson el 16 de septiembre de 2008, para ayudar a promover el lanzamiento del Tally Hall's Internet Show (también conocido como T.H.I.S.); Durante el programa actuaron "Welcome to Tally Hall" con chalecos negros puestos sobre sus tradicionales corbatas de colores, camisas blancas y pantalones negros.

## Integrantes

### Formación actual
- Rob Cantor / "Yellow Tie"- vocalista y guitarra
- Ross Federman / "Grey Tie"- batería
- Joe Hawley / "Red Tie"- guitarra y vocalista
- Andrew Horowitz / "Green Tie" - teclados y vocal de apoyo
- Zubin Sedghi / "Blue Tie"- bajo y vocal de apoyo

### Exintegrantes
- Steve Gallagher / "Grey Tie" - batería (2002 - 2004)

### Colaboraciones adicionales en vivo
- Casey Shea / "Black Tie" - vocal, guitarra
- Bora Karaca / "Orange Tie" - teclados, acordeón, whistle, guitarra

## Discografía

### Álbumes de estudio
- 2005: Marvin's Marvelous Mechanical Museum
- 2011: Good & Evil

### EP
- 2003: Party Boobytrap EP
- 2004: Welcome To Tally Hall EP
- 2005: The Pingry EP
- 2006: Residency Tour EP
- 2021: Just A Friend EP

### Recopilaciones
- 2004: Complete Demos
- 2015: Admittedly Incomplete Demos

### Sencillos
| Título                  | Fecha   | Álbum                                |
| ----------------------- | ------- | ------------------------------------ |
| "Banana Man"            | 2003    | Complete Demos                       |
| "Good Day"              | 2005/08 | Marvin's Marvelous Mechanical Museum |
| "Welcome to Tally Hall" | 2008    | Marvin's Marvelous Mechanical Museum |
| "You & Me"              | 2011    | Good & Evil                          |
| "&"                     | 2011    | Good & Evil                          |
| "Club Can't Handle Me"  | 2011    | Sencillo sin Álbum                   |
| "Just A Friend"         | 2019    | Admittedly Incomplete Demos          |
| "Turn The Lights Off"   | 2022    | Good & Evil                          |

## Videos Musicales
| Título                    | Director        | Álbum                                |
| ------------------------- | --------------- | ------------------------------------ |
| "Banana Man"              | Joe Hawley      | Complete Demos                       |
| "Greener"                 | Joe Hawley      | Marvin's Marvelous Mechanical Museum |
| "Good Day"                | Joe Hawley      | Marvin's Marvelous Mechanical Museum |
| "Welcome to Tally Hall"   | Sean Stewart    | Marvin's Marvelous Mechanical Museum |
| "Two Wuv"                 | Joe Hawley      | Marvin's Marvelous Mechanical Museum |
| "The Whole World and You" | Frankie Cordero | Marvin's Marvelous Mechanical Museum |
| "Ruler of Everything"     | Sean Donnelly   | Marvin's Marvelous Mechanical Museum |
| "Hidden in the Sand"      | Steve Loter     | Marvin's Marvelous Mechanical Museum |
| "Dream"                   | Joe Hawley      | Marvin's Marvelous Mechanical Museum |
| "Turn the Lights Off"     | Drew Mokris     | Good & Evil                          |
| "&" (Cancelado)           | ???             | Good & Evil                          |

### Proyectos Secundarios
| Título              | Director                     | Álbum           |
| ------------------- | ---------------------------- | --------------- |
| "Isle unto Thyself" | Sean Donnely, Teddy O'Connor | Hawaii: Part II |
| "Labyrinth"         | Ben Luce                     | Hawaii: Part II |

| Título              | Director        | Álbum             |
| ------------------- | --------------- | ----------------- |
| "Old Bike"          | Andrew Laurich  | Not A Trampoline  |
| "The Rendezvous"    | Ben Ketai       | Not A Trampoline  |
| "All I Need Is You" | Randall Maxwell | Not A Trampoline  |
| "Shia LaBeouf"      | Scott Uhlfelder | Shia LaBeouf Live |

| Título                        | Director        | Álbum                 |
| ----------------------------- | --------------- | --------------------- |
| "Bring Her Along"             | Ted Houser      | Joe Hawley Joe Hawley |
| "Crazy F***"                  | Joe Hawley      | Joe Hawley Joe Hawley |
| "Rotary Park"                 | Joe Hawley      | Joe Hawley Joe Hawley |
| "Your Mother is a Basketball" | Sarah Hindmarsh | Joe Hawley Joe Hawley |
| "Hoodz 'n the Woodz"          | Kaitlyn McQueen | Joe Hawley Joe Hawley |
| "Aristotle's Denial"          | Joe Hawley      | Joe Hawley Joe Hawley |

| Título                           | Director      | Álbum       |
| -------------------------------- | ------------- | ----------- |
| "At the End"                     | ???           | Sketches    |
| "Miss Melody"                    | Marie Alpe    | Sketches 3D |
| "Hummingbird"                    | James McManus | Sketches 3D |
| "Have a Nice Day (Interludinal)" | James McManus | Sketches 3D |

## Proyectos Secundarios

### Miracle Musical
- 2012: Hawaii: Part II
- 2013: Hawaii: Part II: Part ii
- 2015: Hawaii Partii

### Rob Cantor
- 2014: Not A Trampoline

### Joe Hawley
- 2016: Joe Hawley Joe Hawley
- 2019: yelwaH eoJ yelwaH eoJ

### Andrew Horowitz
- 2012: Sketches
- 2018: Etudes
- 2019: Etudes II
- 2019: Sketches 3D (bajo el nombre de Edu)

### Cojum Dip
- 2014: Cojum Dip

### White Collar Prison
- 2024: White Collar Prison a Musical